# Georgia Open
Het Georgia Open is een golftoernooi in de Verenigde Staten. 
Bijna alle staten van Amerika organiseren jaarlijks een kampioenschap (State Championship) voor de bewoners van de betreffende staat. De organisatie van het Georgia Open is in handen van de PGA van de staat Georgia. Het toernooi is opengesteld voor professionals en amateurs, mits zij aan de handicapeisen voldoen. Het toernooi wordt gespeeld op wisselende banen in Georgia. 

## Winnaars
| - 1954: Charlie Harper - 1955: Dick Cline - 1956: Hugh Moore - 1957: Tommy Aaron (AM) - 1958: Jim Stamps - 1959: R.L. Miller - 1960: Tommy Aaron - 1961: Dick Cline - 1962: Jim Stamps - 1963: Emory Lee - 1964: Dick Cannon - 1965: Steve Melnyk - 1966: John Ferguson - 1967: Lyn Lott (AM) - 1968: Hugh Royer Jr | - 1969: Ted Hayes Jr - 1970: Ted Hayes Jr - 1971: George Johnson - 1972: DeWitt Weaver - 1973: DeWitt Weaver - 1974: Joe Kunes (AM), Paul Moran - 1975: Tommy Aaron - 1976: Paul Moran - 1977: DeWitt Weaver - 1978: Larry Nelson - 1979: DeWitt Weaver - 1980: Tim Simpson, Bob Tway (AM) - 1981: Tim Simpson - 1982: Barry Harwell - 1983: Gene Sauers | - 1984: Tim Simpson - 1985: Gene Sauers - 1986: Gene Sauers - 1987: Tim Simpson - 1988: DeWitt Weaver III (AM) - 1989: Franklin Langham (AM) - 1990: Mark Jordan - 1991: Gregg Wolff - 1992: Franklin Langham - 1993: Matt Peterson - 1994: Stephen Keppler - 1995: Stephen Keppler - 1996: Dave Schreyer - 1997: Louis Brown - 1998: Dicky Thompson | - 1999: Dicky Thompson - 2000: Jody Bellflower - 2001: Dave Schreyer - 2002: Jody Bellflower - 2003: Justin Bolli - 2004: Tim Weinhart - 2005: Tim Conley - 2006: Jared Garrity - 2007: Jeff Hull - 2008: Bryant Odom - 2009: Roberto Castro - 2010: Samuel Del Val - 2011: Jay McLuen - 2012: Jonathan Fricke - 2013: Jonathan Fricke |

AM = amateur